# Finale della Coppa UEFA 2004-2005
La finale della 34ª edizione della Coppa UEFA si è disputata il 6 maggio 2005 allo Stadio José Alvalade di Lisbona, tra i portoghesi dello Sporting Lisbona e i russi del CSKA Mosca.
L'incontro, arbitrato dell'inglese Graham Poll, ha visto la vittoria dei russi che si sono imposti per 3-1 sui portoghesi conquistando il trofeo per la prima volta in assoluto. Il CSKA Mosca ha così ottenuto il diritto di affrontare i vincitori della UEFA Champions League 2004-2005, gli inglesi del Liverpool, nella Supercoppa UEFA 2005.

## Le squadre
| Squadre          | Partecipazioni precedenti |
| ---------------- | ------------------------- |
| Sporting Lisbona | Nessuna                   |
| CSKA Mosca       | Nessuna                   |

## Il cammino verso la finale
Lo Sporting Lisbona di José Peseiro esordisce nel primo turno contro gli austriaci del Rapid Vienna, che vengono eliminati con un risultato complessivo di 2-0 nel doppio confronto grazie alle reti di Tinga e Liédson, entrambe avvenute nella gara d'andata. I portoghesi vengono poi inseriti nel Gruppo D insieme agli inglesi del Newcastle Utd, ai francesi del Sochaux, ai greci del Paniōnios e ai georgiani della Dinamo Tbilisi, classificandosi al terzo posto del girone, alle spalle di Newcastle Utd e Sochaux, con 7 punti conquistati frutto di due vittorie, un pari e una sconfitta. Nei sedicesimi l'urna di Montecarlo sorteggia gli olandesi del Feyenoord, che vengono superati con un aggregato totale di 4-2 tra andata e ritorno. Agli ottavi di finale gli inglesi del Middlesbrough capitolano in entrambi i match, 3-2 in Inghilterra (gol di Barbosa, Liédson e Duoala) e 1-0 in Portogallo (rete di Barbosa), per un computo finale di 4-2. Ai quarti gli inglesi del Newcastle Utd, già affrontati nella fase a gironi, vengono battuti con un risultato complessivo di 4-2 (sconfitta 1-0 al St. James' Park e vittoria 4-1 all'Alvalade). In semifinale gli olandesi dell'AZ Alkmaar vengono sconfitti 2-1 a Lisbona con reti di Duoala e Pinilla, ma vincono col medesimo risultato all'Alkmaarderhout. Ai tempi supplementari, nonostante i Leões abbiano subito un ulteriore gol, la rete di Garcia allo scadere regala comunque l'accesso alla finalissima per la squadra di Peseiro, che passa il turno grazie alla regola dei gol in trasferta (3-3 il computo totale). Per i lusitani si tratta della prima finale in questa competizione, nonché della prima in assoluto a livello europeo. 
Il CSKA Mosca di Valerij Gazzaev, proveniente dalla fase a gironi della UEFA Champions League, esordisce nei sedicesimi contro i portoghesi del Benfica, che vengono prima battuti 2-0 a Mosca con reti di Berezutskij e Vágner Love e poi fermati sull'1-1 a Lisbona. Agli ottavi di finale i serbo-montenegrini del Partizan vengono sconfitti 2-0 in Russia con gol di Carvalho e rigore di Vágner Love, dopo che l'andata in Serbia si era conclusa in parità sull'1-1. Ai quarti i francesi dell'Auxerre vengono superati con un risultato complessivo di 4-2 tra andata e ritorno. In semifinale gli italiani del Parma vengono sconfitti con un netto 3-0 al Lužniki (doppietta di Carvalho e rete di Berezutskij), dopo che l'andata al Tardini si era conclusa a reti inviolate. Per la squadra di Gazzaev si tratta della prima finale in questa competizione, nonché della prima in assoluto a livello continentale, diventando il primo club russo (escludendo l'era sovietica) a raggiungere l'atto finale di un qualsiasi torneo europeo.

### Tabella riassuntiva del percorso
Note: In ogni risultato sottostante, il punteggio della finalista è menzionato per primo. (C: Casa; T: Trasferta)
| Squadra          | Pt | G |
| ---------------- | -- | - |
| Newcastle Utd    | 10 | 4 |
| Sochaux          | 9  | 4 |
| Sporting Lisbona | 7  | 4 |
| Paniōnios        | 3  | 4 |
| Dinamo Tbilisi   | 0  | 4 |

| Squadra             | Pt | G |
| ------------------- | -- | - |
| Chelsea             | 13 | 6 |
| Porto               | 8  | 6 |
| CSKA Mosca          | 7  | 6 |
| Paris Saint-Germain | 5  | 6 |

## La partita
Lo Sporting Lisbona, padrone di casa, e il CSKA Mosca si incontrano allo Stadio José Alvalade di Lisbona in quella che è una finale inedita: entrambe le squadre sono alla loro prima finale di Coppa UEFA, nonché prima assoluta a livello europeo. La prima rete della gara arriva al 29', Fábio Rochemback appoggia per Rogério che, con uno splendido tiro a giro dal limite dell'area del CSKA, batte l'estremo difensore Igor Akinfeev portando in vantaggio lo Sporting. Nonostante un grande ritmo imposto dai portoghesi per quasi tutto il primo tempo, i russi hanno una ghiottissima occasione per pareggiare al 43', Ivica Olić innesca con un perfetto passaggio rasoterra Vágner Love, ma l'attaccante brasiliano manca clamorosamente da pochi metri il gol calciando fuori dalla porta difesa da Ricardo. Nella ripresa il copione del match sembra non cambiare, Sporting ancora in attacco e CSKA chiuso in difesa. Al 56', però, i russi trovano l'inaspettato pareggio con il colpo di testa del difensore Aleksej Berezutskij, il quale raccoglie il calcio di punizione di Daniel Carvalho e supera Ricardo. Dopo aver preso la rete del pareggio, i portoghesi si ributtano in avanti e provano a ripassare in vantaggio, ma il tiro dalla lunga distanza di Rodrigo Tello viene respinto da Akinfeev. Al 65' cala il gelo sullo Stadio Alvalade, dato che il CSKA trova il raddoppio con Jurij Žirkov, il quale controlla in corsa una splendida palla filtrante di Carvalho e beffa Ricardo con un preciso rasoterra. Qualche minuto dopo, Akinfeev neutralizza una potente conclusione da fuori area da parte di João Moutinho, sulla ribattuta Tello si avventa sul pallone e lo rimette all'interno dell'area russa per Rogério, ma il brasiliano colpisce da pochissimi metri il palo tra l'incredulità generale non trovando così la rete del pareggio. Dopo che lo Sporting ha fallito quest'occasione, il CSKA trova il gol del definitivo 3-1, Carvalho si invola sulla fascia sinistra e appoggia per Vágner Love, che salta Ricardo e insacca a porta vuota.
La partita termina e il CSKA Mosca diventa la prima squadra russa ad aggiudicarsi la Coppa UEFA, suo primo titolo europeo in assoluto.

## Tabellino
| Arbitro: | Graham Poll |

|             |           |                                              |
| Rogério 29’ | Marcatori | 56’ A. Berezuckij 65’ Žirkov 75’ Vágner Love |

| Sporting Lisbona | CSKA Mosca |

### Formazioni
| Sporting Lisbona (4-4-2) |    |                   |  |     |
|                          |    |                   |  |     |
| POR                      | 76 | Ricardo           |  |     |
| DIF                      | 15 | Miguel Garcia     |  |     |
| DIF                      | 14 | Joseph Enakarhire |  |     |
| DIF                      | 22 | Beto              |  |     |
| DIF                      | 37 | Rogério           |  | 80’ |
| CEN                      | 8  | Pedro Barbosa     |  |     |
| CEN                      | 26 | Fábio Rochemback  |  |     |
| CEN                      | 28 | João Moutinho     |  | 88’ |
| CEN                      | 11 | Rodrigo Tello     |  |     |
| ATT                      | 31 | Liédson           |  |     |
| ATT                      | 10 | Ricardo Sá Pinto  |  | 73’ |
| A disposizione:          |    |                   |  |     |
| POR                      | 1  | Nélson            |  |     |
| DIF                      | 4  | Ânderson Polga    |  |     |
| DIF                      | 27 | Custódio          |  |     |
| CEN                      | 45 | Hugo Viana        |  | 88’ |
| CEN                      | 23 | Rui Jorge         |  |     |
| ATT                      | 9  | Marius Niculae    |  | 73’ |
| ATT                      | 17 | Roudolphe Douala  |  | 80’ |
| Allenatore:              |    |                   |  |     |
| José Peseiro             |    |                   |  |     |

| CSKA Mosca (4-4-2) |    |                     |     |
|                    |    |                     |     |
| POR                | 35 | Igor' Akinfeev      |     |
| DIF                | 24 | Vasili Berezutskiy  |     |
| DIF                | 4  | Sergej Ignaševič    |     |
| DIF                | 6  | Aleksej Berezutskij |     |
| DIF                | 15 | Chidi Odiah         |     |
| CEN                | 22 | Evgeni Aldonin      | 86’ |
| CEN                | 25 | Elvir Rahimić       |     |
| CEN                | 7  | Daniel Carvalho     | 82’ |
| CEN                | 18 | Jurij Žirkov        |     |
| ATT                | 11 | Vágner Love         |     |
| ATT                | 9  | Ivica Olić          | 67’ |
| A disposizione:    |    |                     |     |
| POR                | 1  | Veniamin Mandrykin  |     |
| CEN                | 2  | Deividas Šemberas   | 82’ |
| CEN                | 8  | Rolan Gusev         | 86’ |
| CEN                | 10 | Osmar Ferreyra      |     |
| CEN                | 19 | Juris Laizāns       |     |
| CEN                | 40 | Aleksandr Salugin   |     |
| ATT                | 17 | Miloš Krasić        | 67’ |
| Allenatore:        |    |                     |     |
| Valery Gazzaev     |    |                     |     |

| Uomo partita: - Elvir Rahimić Assistenti arbitrali: - Michael Tingey - Glenn Turner Quarto ufficiale: - Steve Bennett |